# Biese getijdenboek
Het Biese getijdenboek is een getijdenboek dat in 1502 in de Belgische stad Gent werd vervaardigd. Het is een voorbeeld van een 15e- of 16e-eeuws verlucht handschrift op vellum uit deze stad. Nicolaas I Biese en zijn vrouw Margareta Verdebroeck waren de opdrachtgevers.

## Beschrijving
Het getijdenboek kon worden gedateerd aan de hand van volgende tekst die er in voorkomt: Desen bouc was vulhendt int iaer ons heeren xvc ende twee En bidt voor hem dien screef want hy seer aerme van duechden bleef. 
Nicolaas I Biese en zijn vrouw Margareta Verdebroeck worden er op een dubbelpagina achteraan het boek, samen met hun nageslacht en hun blazoenen vermeld. Dit was een toevoeging door Nicolas III Biese ter ere van zijn overgrootvader. Hun verwantschap met andere gekende Gentse families zoals Steelant, Sersanders en Everaert wordt hierdoor duidelijk. 
In het handschrift verwijst men ook naar heiligen die gerelateerd zijn met Gent, zoals Livinus van Gent, Bavo van Gent en Amandus. 

## Geschiedenis
In 2013 werd het Biese getijdenboek aangekocht via het Fonds Léon Courtin - Marcelle Bouché, beheerd door het Erfgoedfonds van de Koning Boudewijnstichting . Het wordt bewaard in het Stadsmuseum Gent.